# Бисеровка
Amanita rubescens var. rubescens  (народни назив: бисеровка, бисерка) условно је јестива гљива из фамилије пупавки (лат. Amanitacea), рода Amanita. Широко је распротрањена дуж Европе и источног дела Северне Америке (неки аутори сматрају да су то две генетски одвојене врсте). Насељава мешовите шуме. Ступа у микоризу углавном са храстовима, међутим, бележени су налази и са боровима, као и другим четинарима. Име (rubescens = црвенети) добила је по томе што месо мења боју, односно црвени након оштећења или након излагања ваздуху оштећених делова клобука или дршке.
Amanita rubescens f. annulosulfurea  јесте форма Amanita rubescens која има сумпорно жут прстен на дршци. Осим ове карактеристике, не постоји више ни једна разлика (микроскопска или макроскопска) која би је могла одвојити као засебну врсту.

## Опис плодног тела
Клобук је пречника до 20 центиметара, боја варира од бледе окрер до розикасто браон боје. Прекривен је беличастим неправилно распоређеним љуспама које су остаци овоја. Код младих примерака клобук је скоро потпуно заробљен, а старењем постаје равнији.
Дршка је дужине од 60−140 милиметара, ширине 10−25 милиметара. Беличаста, понекад са наранџастим и често са црвенкастим тоновима. У основи је батинаста до гомољаста са јасно израженом белом волвом. Месо је бело, при оштећењу поприма црвенкасту боју. Без особитог миpиса, док је укус горак. Листићи су слободни, густи, бели, црвени при оштећењу.

## Микроскопија
Споре (8-9x5.5µm) су елптичне до јајасте, амилоидне. Oтисак спора је беле боје.

## Јестивост
Бисеровка је условно јестива гљива, што значи да је неопходна термичка обрада пре конзумације. Воду у којој је кувана гљива обавезно бацити. 

## Двојници
Услед непажње Amanita rubescens var. rubescens  је могуће заменити са неколико отровних врста из истог рода. Од смртно отровне Amanita pantherina (народни назив: пантеровка) разликује се по томе што пантеровкино месо не црвени на додир и што нема ребрасту волву. Такође, могуће је и помешати је са   Amanita muscaria (народни назив: мухара).

## Галерија
- Amanita rubescens
- Amanita rubescens f. anulo sulphureus
- Amanita rubescens - klobuk
- Amanita rubescens